# شان استفورد
 شان استفورد (انگلیسی: Shaun Stafford؛ زاده ۱۳ دسامبر ۱۹۶۸) یک تنیس‌باز اهل ایالات متحده آمریکا است.